# El ángel azul (álbum)
El ángel azul es el séptimo y último álbum de estudio del músico uruguayo Eduardo Darnauchans. Fue el primer álbum de estudio del cantautor en quince años. Fue grabado entre septiembre y diciembre de 2005, y editado por Ayuí/Tacuabé ese mismo año.
Las catorce canciones que forman parte del disco nunca habían sido grabadas por Darnauchans y en su gran mayoría permanecían inéditas. Trece de las canciones tienen música de Darnauchans (la excepción es Sol del Magrebí, con música de Alejandro Ferradás); las letras son de diversos autores. Aparece entre sus letras el único poema publicado de Darnauchans con una denuncia explícita, en este caso hacia la última dictadura uruguaya.
El disco fue presentado una sola vez en vivo, en el año 2006. Darnauchans se encontraba en el hospital cuando fue publicado el trabajo y luego pasó varios meses en un asilo recuperándose de una fractura de cadera. Moriría a comienzos de 2007.
El álbum fue bien recibido por la crítica. Fue nominado en los Premios Graffiti 2006 a tres categorías, incluyendo mejor álbum, consiguiendo el galardón como mejor solista.

## Lista de canciones
Letras y músicas de Darnauchans, a excepción de las indicadas.
1. «A mis hermanos» (letra de Eduardo Milán)
2. «Algunos reproches»
3. «Canción de quien se sabe nadie» (letra de Washington Benavides)
4. «El ángel azul» (letra de W.Benavides)
5. «Estudio sobre caballos» (letra de José Carlos Seoane)
6. «Granito de arroz» (letra de Mauricio Ubal)
7. «Canción de Robinson Crusoe» (letra de W. Benavides)
8. «En Tacuarembó si te parece» (letra de Víctor Cunha y E. Darnauchans)
9. «Buena vida» (letra de W.Benavides)
10. «l q q d»
11. «Sol de Magrebí» (música de Alejandro Ferradás, letra de Ferradás y Darnauchans)
12. «Por Víctor Jara» (letra de W. Benavides y E.Darnauchans)
13. «Sonatina»
14. «Zoom» (letra de V. Cunha)

## Músicos
- Eduardo Darnauchans: voz.
- Alejandro Ferradás: guitarras, coros, percusión, sampleos.
- Guzmán Peralta: guitarras, sampleos.
- Shyra Panzardo: bajo.
- Gustavo Etchenique: batería.

Participaron como músicos invitados: Darío Iglesias (armónica), Walter Bordoni (percusión en El ángel azul) y Fernando Cabrera (arreglo, guitarra y coros en Por Víctor Jara).